# 테크니온
테크니온 - 이스라엘 공과대학교(히브리어: הטכניון – מכון טכנולוגי לישראל)은 이스라엘 하이파에 있는 이공계 연구중심대학이다. 약칭으로 Technion IIT을 사용한다.
1924년 설립된 이공계 연구중심대학으로써 2004년과 2011년 세 명의 노벨상 수상자를 배출하였다.
2006년 현재 학부생은 9065명, 대학원생은 3434명, 캠퍼스 면적은 약 132만 제곱미터, 건물은 85여 개 동이다.

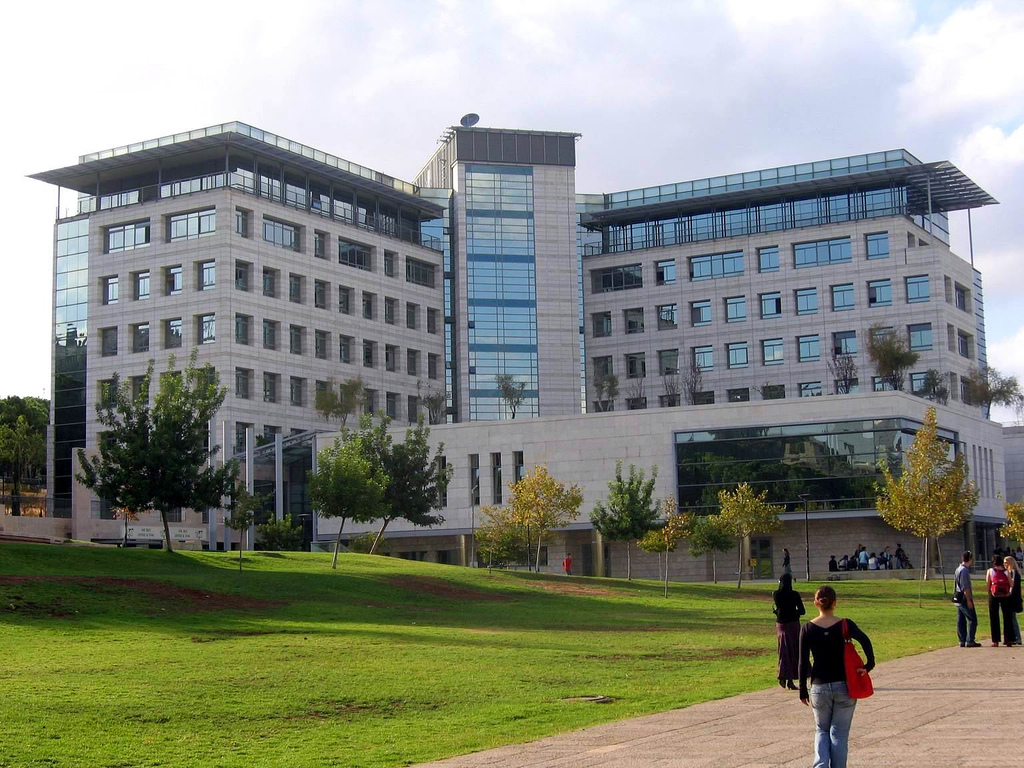
컴퓨터과학과 교수동

## 역사
테크니온은 1924년에 이스라엘 최초의 근대적 대학으로서 개교하였다. 개교 과정에는 알베르트 아인슈타인이 깊이 관여를 하였다. 당시 도시 공학과 건축학 두 개 과목에 16명의 학생을 받아 가르쳤다. 치열한 논란 끝에 독일어 대신 히브리어를 사용하기로 결정하고는 히브리어를 사용하여 수업을 진행하였다.

## 학문적 성과
- 2004년에 이 대학의 '루스앤브루스 라파포트 의학부' 교수인 아브람 헤르슈코와 아론 치카노베르가 세포 내의 단백질 분해 과정을 규명한 공로로 노벨 화학상을 수상했다.
- 1982년에 이 학교 재료과학부의 단 셰흐트만이 준결정 구조를 최초로 발견하였다. 이 공로로 그는 2011년 노벨 화학상을 수상하였다.
- 1970년대에 렘펠-지브-웨치 알고리즘이 이 학교의 아브라함 렘펠 교수와 제콥 지브 교수에 의해 개발되었다.

## 같이 보기
- 이스라엘의 교육